# Gobierno de Estonia
El Gobierno de la República de Estonia —en estonio: Vabariigi Valitsus— es el gabinete de ministros del país. Según la Constitución, ejerce el poder ejecutivo de conformidad con la propia Constitución y las leyes de Estonia.
El gabinete implementa la política interior y exterior del país, definida por el parlamento; dirige y coordina el trabajo de las instituciones gubernamentales y asume la responsabilidad total por todo lo que ocurre dentro del ámbito del poder ejecutivo. El gobierno, encabezado por el primer ministro, representa así la conducción política del país y toma decisiones en nombre de todo el poder ejecutivo.

## Funciones
Las siguientes funciones son atribuidas al gabinete por la Constitución de Estonia:
- Ejecuta las políticas interiores y exteriores del Estado.
- Dirige y coordina las actividades de los organismos gubernamentales.
- Administra la implementación de las leyes, resoluciones del Riigikogu (Parlamento) y disposiciones del presidente de la República de Estonia.
- Presenta proyectos de ley y somete tratados internacionales al Riigikogu para su ratificación o denuncia.
- Elabora el proyecto de presupuesto del Estado y lo presenta al Riigikogu, administra su ejecución y rinde cuentas ante el Riigikogu sobre su cumplimiento.
- Emite reglamentos y órdenes con base en la ley y para su ejecución.
- Gestiona las relaciones con otros Estados.

- Desempeña otras funciones que la Constitución y las leyes atribuyen al Gobierno de la República.

A diferencia de otros gabinetes en la mayoría de los regímenes parlamentarios, el Gobierno de Estonia es tanto la autoridad ejecutiva de jure como de facto. En muchos sistemas parlamentarios, el jefe de Estado es formalmente el jefe del poder ejecutivo, aunque está obligado por convención a actuar conforme al consejo del gabinete. En Estonia, sin embargo, la Constitución asigna explícitamente el poder ejecutivo al Gobierno, no al presidente.